# Parallele Mütter
Parallele Mütter (Originaltitel Madres paralelas) ist ein Spielfilm von Pedro Almodóvar, der Anfang September 2021 bei den Internationalen Festspielen von Venedig seine Premiere feierte und am 10. März 2022 in die deutschen Kinos kam. Die Hauptrollen in dem Drama um zwei Frauen, die ungeplant schwanger werden, übernahmen Penélope Cruz und Milena Smit.

## Handlung
2016 in der Region Madrid. Janis ist um die 40, lebt in Madrid und ist erfolgreich als Werbefotografin. Sie wurde von ihrer Hippie-Mutter nach Janis Joplin benannt. Als sie den forensischen Anthropologen Arturo für eine Zeitschrift fotografiert, bittet sie ihn um Hilfe in einer Familienangelegenheit. Ihr Urgroßvater wurde während des Spanischen Bürgerkriegs von Falangisten ermordet und in einem Massengrab in der Nähe des Heimatdorfes ihrer Familie beigesetzt. Arturo arbeitet für eine Stiftung, die sich der Aufklärung der Verbrechen des Franco-Regimes verschrieben hat, von der konservativen Regierung in Madrid unter Mariano Rajoy aber keine Mittel dafür bekommt. Arturo berichtet Janis wenige Tage später, dass wahrscheinlich Regionalbehörden als Geldgeber einspringen. Sollte die Genehmigung für die Exhumierung erteilt werden, so werde er die Leitung der Arbeiten übernehmen. Janis’ Familie und andere Dorfbewohner haben viele Informationen über das Schicksal des Dorfes während des Bürgerkriegs und in den Jahren danach gesammelt. Sie hoffen, dass die sterblichen Überreste identifiziert werden können, damit sie in Würde auf dem Dorffriedhof in den Familiengräbern beigesetzt werden können.
Janis und Arturo kommen sich näher und beginnen eine Affäre. Monate später ist Janis schwanger. Sie freut sich darauf, Mutter zu werden, sie informiert Arturo über die Schwangerschaft; Arturo ist verheiratet, seine Frau krebskrank. Er drängt Janis zu einer Abtreibung, doch diese beschließt, das Kind allein großzuziehen und sich von Arturo zu trennen.
Auf der Entbindungsstation teilt sie sich mit der 17-jährigen Ana das Zimmer, die der bevorstehenden Mutterschaft mit gemischten Gefühlen entgegenblickt. Von ihrer wohlhabenden Mutter erwartet Ana nur wenig emotionale Unterstützung, da diese sich ihrer Karriere am Theater widmet. Janis versucht, die junge Frau zu ermutigen, während sie sich durch die Krankenhausflure bewegen. Beide Frauen bringen eine Tochter zur Welt. Nach der Entbindung tauschen sie ihre Telefonnummern aus.
Einige Monate nach der Geburt steht Arturo eines Abends vor Janis’ Wohnungstüre. Er ist beruflich in der Stadt und hat das Bedürfnis seine Tochter zu sehen. Zu Janis’ großer Enttäuschung reagiert Arturo jedoch verhalten auf das Kind und verlässt fast sofort die Wohnung. Janis sucht Arturo am folgenden Tag in seinem Hotelzimmer auf. Er erklärt ihr, er erkenne sich nicht in dem Kind und fragt Janis, ob sie sicher sei, dass er der Vater ist. Janis ist erbost, sie schreit Arturo an, dass sie nie wieder von ihm hören wolle. Auf dem Rückweg wird sie von Ana angerufen, die kurz mit ihr plaudern will, während sie ihr Baby wickelt. Im Hintergrund ist eine großbürgerliche Wohnung mit Dienstmädchen sichtbar. Janis kürzt das Gespräch mit Ana ab. Sie ist über die Äußerungen von Arturo beunruhigt, bestellt ein Set für einen DNA-Test und schickt Speichelproben von sich und der Kleinen ins Labor. Nach wenigen Tagen bekommt sie die Mail mit dem Ergebnis: Es sei mit 100-prozentiger Sicherheit auszuschließen, dass das Mädchen ihre Tochter sei. Janis aber behält diese Information für sich, sie spricht mit niemandem darüber, kurz versucht sie Ana zu erreichen, dann ändert sie jedoch ihre Handynummer.
Einige Zeit später begegnet sie Ana wieder. Diese kellnert in einem Café, in der Nähe von Janis’ Wohnung. Ana hat sich äußerlich stark verändert: Sie hat ihre Haare kurz geschnitten und blond gefärbt. Bei ihrer Mutter ist sie ausgezogen und lebt nun über dem Café. Es wird deutlich, dass die Nähe zu Janis’ Wohnung kein Zufall ist. Janis lädt Ana am Abend zu sich ein. Als sie nach deren Tochter fragt, berichtet ihr Ana unter Tränen, dass die Kleine gestorben sei – plötzlicher Kindstod. Sie wisse nicht, wer der Vater gewesen sei. Sie habe in betrunkenem Zustand mit einem Jungen geschlafen, zwei andere hätten sie dabei gefilmt und mit der Drohung, die Aufnahme ins Internet zu stellen, von ihr Sex erzwungen.
Janis, die sich dank ihres hohen Einkommens als gefragte Modefotografin eine große und elegante Wohnung leisten kann, bietet Ana an, bei ihr zu wohnen und gegen ein gutes Gehalt als Kinder- und Hausmädchen zu arbeiten. Ana muss einräumen, dass sie von all diesen Dingen keine Ahnung hat, so bringt Janis ihr die Grundlagen der Haushaltsführung und auch das Kochen mehrerer klassischer Gerichte bei.
Ana zeigt Janis ein Foto von der Party, auf der sie zum Sex gezwungen worden ist. Janis fällt auf, dass einer der jungen Männer die gleichen Augen hat wie ihr Baby: schräg zueinanderstehend, wie bei Südamerikanern, zu deren Vorfahren Indios gehörten. Doch behält sie diese Beobachtung für sich. Sie ahnt nun, dass das kleine Mädchen, das sie ursprünglich für ihre Tochter gehalten hat, nach der Geburt im Krankenhaus mit ihrer eigenen Tochter vertauscht worden ist. Ein weiterer DNA-Test, für den sie der verdutzten Ana eine Speichelprobe entnommen hat, bestätigt dies: Mit 99,99-prozentiger Wahrscheinlichkeit ist Ana die Mutter des Mädchens, das sie nun als Kindermädchen betreut. Dies bedeutet, dass der Säugling, der als vermeintliche Tochter von Ana am plötzlichen Kindstod gestorben ist, Janis’ Tochter war. Sie erzählt Ana hiervon jedoch nichts. Janis lässt Ana im Zimmer der kleinen Tochter schlafen und versucht selbst Distanz zu gewinnen. Es zeigt sich, dass Ana sich zu Janis hingezogen fühlt. Schließlich verbringen die beiden Frauen eine Nacht miteinander und beginnen eine Beziehung. So schläft nun auch Janis im Zimmer der kleinen Tochter. Eines Abends meldet sich Arturo bei Janis. Er möchte ihr etwas Wichtiges mitteilen und klingelt daher an ihrer Wohnungstüre. Janis und Arturo verbringen den Abend in einer Bar. Arturo hat die Erlaubnis für die Exhumierungen erhalten, und er hat sich von seiner Frau getrennt. Ana ist sofort eifersüchtig. Zwischen ihr und Janis kommt es zu Diskussionen wegen Arturo und den Ausgrabungen, für die die junge Ana wenig Verständnis hat. Schließlich erzählt Janis ihr die Wahrheit über die beiden Töchter. Ana ist aufgebracht, dass Janis sie nicht sofort informiert hat; sie packt ihre Sachen und geht mit dem Mädchen zurück zu ihrer Mutter. Janis bleibt weinend allein zurück.
Monate später beginnt die Exhumierung der Opfer des Franco-Regimes auf einem Feld unweit des Heimatdorfes von Janis. Ana und Janis haben sich inzwischen versöhnt. Überdies sind Janis und Arturo wieder ein Paar geworden. Janis ist erneut schwanger, sie teilt Ana mit, dass das Kind, sollte es ein Mädchen werden, ihren Namen tragen soll. Die letzte Einstellung zeigt, wie die Erschossenen in dem Massengrab gelegen haben, bevor es zugeschüttet wurde.

## Produktion
Regie führte Pedro Almodóvar, der auch das Drehbuch schrieb. In Madres paralelas stehen das Gespräch „über Vorfahren und Nachkommen, über die Wahrheit der historischen Vergangenheit und die intimste Wahrheit der Figuren“ sowie „Identität und mütterliche Leidenschaft“ im Mittelpunkt. Dabei würden sich die drei im Film auftauchenden, unvollkommenen Mütter sehr von den Figuren in seinem bisherigen Gesamtwerk unterscheiden. Almodóvar bezeichnete Penélope Cruz’ Rolle als schwierigste Figur, die sie je unter seiner Regie gespielt habe.
Sie spielt Janis, eine der beiden Frauen, die ungeplant schwanger werden, während Milena Smit die Rolle von Ana übernahm. Aitana Sánchez-Gijón spielt Anas Mutter Teresa, Rossy de Palma Janis’ beste Freundin und Israel Elejalde den forensischen Anthropologen Arturo, den Vater ihres Kindes.
Die Dreharbeiten fanden im Frühjahr 2021 einen Monat lang in und um Madrid statt. Als Kameramann fungierte José Luis Alcaine, mit dem Almodóvar zuletzt für Fliegende Liebende und Leid und Herrlichkeit zusammenarbeitete.
Die Filmmusik komponierte Alberto Iglesias, der mit dem Regisseur ebenfalls zuletzt für Fliegende Liebende und Leid und Herrlichkeit zusammenarbeitete. Das Soundtrack-Album, auf dem auch zwei Songs von Janis Joplin und Miles Davis enthalten sind, wurde im Oktober 2021 von Quartet Records als Download veröffentlicht. Iglesias’ Arbeit befand sich in einer Shortlist in der Kategorie Beste Filmmusik bei der Oscarverleihung 2022.
Die erste Vorstellung fand am 1. September 2021 bei den Internationalen Festspielen von Venedig statt, wo Madres paralelas als Eröffnungsfilm gezeigt wurde. Am 8. Oktober 2021 wurde er beim New York Film Festival als Abschlussfilm gezeigt. Am gleichen Tag kam er in die spanischen Kinos. Im November 2021 wurde er beim AFI Fest gezeigt. Der Kinostart in den USA erfolgte am 24. Dezember 2021, in Deutschland am 10. März 2022. Am 26. Mai 2022 erschien der Film bei Amazon. Im Fernsehsender arte lief der Film am 10. April 2024 als Erstausstrahlung.

## Rezeption

### Kritiken und Einspielergebnis
Der Film konnte bislang 96 Prozent aller Kritiker bei Rotten Tomatoes überzeugen und erhielt hierbei eine durchschnittliche Bewertung von 8,1 von 10 möglichen Punkten. Auf Metacritic erhielt er einen Metascore von 87 von 100 möglichen Punkten.
David Rooney von The Hollywood Reporter schreibt, Pedro Almodóvars Film sei erneut von unbeschreiblicher Schönheit und zeige, dass niemand die Ausdruckskraft von Farbe und Design so nutzt wie der Regisseur. Besonders hebt Rooney das Szenenbild von Antxón Gómez hervor, so die stilvollen Innenräume von Janis’ Wohnung, deren Terrassenzitronenbaum eine ununterbrochene Verbindung zwischen Stadt- und Landleben suggeriere, oder das rustikale Elternhaus, in das sie zurückkehrt, mit seinen gefliesten Küchenwänden. In der einzigartigen ästhetischen Vision von Almodóvar sei selbst die normalerweise sterile Umgebung einer Entbindungsstation eines Krankenhauses in kräftigen Farben lebendig, deren Grün- und Gelbtöne eher in einer Eisdiele zu finden seien. Vor allem sei es aber eine wunderbare Penélope Cruz, die in Madres paralelas in einer der besten Rollen ihrer gesamten Karriere zu sehen sei und in ihrer herausragendsten Arbeit seit Volver. Die grenzenlose Liebe, die Almodóvar seinen weiblichen Figuren während seiner gesamten Karriere entgegengebracht hat, werde auch in diesem Film reichlich zur Schau gestellt. Er verurteile nicht und finde Vergebung, auch für die Fehler und den Egoismus, die die Frauen in ihre Situation brachten. Ganz besonders gelte dies für die von Aitana Sánchez-Gijón dargestellte Teresa, die zugibt, dass sie sich nie als Ehefrau oder Mutter berufen fühlte, sondern das Theater immer ihre große Liebe war. Auch Newcomerin Milena Smit sei in der Rolle von Ana eine echte Entdeckung, so Rooney, und Almodóvar zeige die Verletzlichkeit dieser Figur in einem Kontrast zu Janis’ sprunghaften Wesen.
Thomas Schultze von Blickpunkt:Film schreibt, der Film entfalte sich vom Politischen zum Intimen zum Privaten und zum Schluss, mit überwältigender emotionaler Wucht, wieder zurück zum Politischen. Mit der stilistischen Klarheit und Eleganz, die schon die zutiefst autobiographische Betrachtung Leid und Herrlichkeit zum Meisterwerk werden ließ, erzähle Almodóvar in Parallele Mütter nun von dem Land, in dem er lebt, auf dass seine Geschichte nicht vergessen werde von einer Generation, die schon die Achseln zuckt, wenn man den Namen Janis Joplin erwähnt. Was der Filmemacher zum Schluss bereithält, sei eine Geschichtslektion, die unter die Haut geht und die bitterer und düsterer sei, als es jeder noch so raffinierte Plottwist sein könnte, so Schultze: „Politisch war das Kino von Pedro Almodóvar immer schon, ohne zu politisieren, einfach nur im Aufzeigen von Lebensentwürfen, die selbstverständlich sein sollten und bei Almodóvar immer selbstverständlich erscheinen, ein weltoffenes, diverses Spanien, aber eben nicht selbstverständlich sind.“
In Deutschland verzeichnet der Film 120.158 Besucher.

### Auszeichnungen (Auswahl)
Die Evangelische Filmjury wählte Parallele Mütter als Film des Monats Januar 2022. Im Folgenden weitere Auszeichnungen und Nominierungen.
Europäischer Filmpreis 2022
- Nominierung für die Beste Darstellerin (Penélope Cruz)

Golden Globe Awards 2022
- Nominierung als Bester fremdsprachiger Film
- Nominierung für die Beste Filmmusik (Alberto Iglesias)

Goya 2022
- Nominierung als Bester Film (Pedro Almodóvar)
- Nominierung für die Beste Regie (Pedro Almodóvar)
- Nominierung als Beste Hauptdarstellerin (Penélope Cruz)
- Nominierung als Beste Nebendarstellerin (Aitana Sánchez-Gijón)
- Nominierung als Beste Nebendarstellerin (Milena Smit)
- Nominierung für die Beste Kamera (José Luis Alcaine)
- Nominierung für das Beste Szenenbild (Antxon Gómez)
- Nominierung für den Besten Ton[22]

Hollywood Music in Media Awards 2021
- Auszeichnung als Beste Filmmusik – fremdsprachiger Independentfilm (Alberto Iglesias)[23]

Independent Spirit Awards 2022
- Nominierung als Bester internationaler Film[24]

Internationale Filmfestspiele von Venedig 2021
- Nominierung für den Goldenen Löwen
- Nominierung für den Queer Lion
- Auszeichnung mit der Coppa Volpi für die  Beste Darstellerin (Penélope Cruz)[25]

Los Angeles Film Critics Association Awards 2021
- Auszeichnung als Beste Hauptdarstellerin (Penélope Cruz)

National Society of Film Critics Awards 2022
- Auszeichnung als Beste Hauptdarstellerin (Penélope Cruz)

Oscarverleihung 2022
- Nominierung für die Beste Filmmusik (Alberto Iglesias)
- Nominierung als Beste Hauptdarstellerin (Penélope Cruz)

Palm Springs International Film Festival 2022
- Auszeichnung mit dem International Star Award (Penélope Cruz)[26]

Satellite Awards 2021
- Nominierung für das Beste Originaldrehbuch (Pedro Almodóvar)
- Nominierung als Beste Hauptdarstellerin (Penélope Cruz)
- Nominierung für die Beste Filmmusik (Alberto Iglesias)[27]